# Anton Pavlovics Csehov
Anton Pavlovics Csehov (oroszul: Антон Павлович Чехов; Taganrog, 1860. január 29. – Badenweiler, 1904. július 15.) orosz író, drámaíró, orvos. Puskin, Gogol, Tolsztoj, Dosztojevszkij és Turgenyev mellett a 19. századi orosz irodalom legnagyobbjai közé tartozik, de a századforduló drámairodalmának egyik legnagyobb hatású alakja is egyben, az úgynevezett „drámaiatlan” dráma megteremtője, a novella műfajának megújítója.

## Életrajza
Anton Csehov Dél-Oroszországban, az Azovi-tenger partján fekvő kikötővárosban született. Ő volt a harmadik gyermek a családban; hat testvére közül a legkisebbik kétévesen meghalt. Nagyapja jobbágynak született, és 20 évvel az 1861. évi jobbágyfelszabadítás előtt váltotta meg saját és gyermekei szabadságát. Anton apja Taganrogban lett kiskereskedő, de vállalkozása csődbe ment, és az adósok börtöne elől 1876 tavaszán Moszkvába menekült. Később a kisebb gyerekekkel felesége is követte, Anton Csehov azonban még három évig szülővárosában maradt, hogy iskoláit befejezze. Ez idő alatt házitanítóként és ruhagyári munkásként dolgozott, hogy megélhetését biztosíthassa. 1879-ben a gimnázium befejezése után csatlakozott Moszkvában élő családjához, majd a szülővárosától kapott ösztöndíjjal a zsebében beiratkozott a moszkvai állami egyetem orvosi fakultására.
Már egyetemi évek alatt számos humoreszkje, szatirikus elbeszélése jelent meg moszkvai bulvárlapokban, többnyire Antosa Csehontye név alatt. 1882 őszétől a szentpétervári Oszkolki (Szilánkok) című rangosabb szatirikus lap állandó szerzője lett.
1884-ben megszerezte orvosi diplomáját és praktizálni kezdett, ám másfél évvel később hosszú időre felhagyott az orvosi gyakorlattal. 1886 elején rendszeres munkatársa lett Alekszej Szuvorin Szentpéterváron megjelenő Novoje Vremja (Új Idő) című lapjának; írói hírneve egyre emelkedett. Ekkor kezdte egyre komolyabban venni az írói hivatást; az elkövetkező két év folyamán több mint száz novellát írt, és megjelent két novelláskötete, melyekkel elnyerte az országos elismerést jelentő Puskin-díjat.
Az 1880-as évek közepén jelentkeztek kezdődő betegsége, a tbc első tünetei. Betegségét is kezelendő kelet-ukrajnai utazást tett, ahol anyagot gyűjtött a később először folytatásokban megjelent A sztyepp című kisregényéhez.
1889 nyarán tuberkulózisban meghalt bátyja, Nyikolaj, akit az utolsó hónapokban maga is ápolt. Talán ez is hozzájárult, hogy a következő évben megvalósítsa tervét: felkeresi a távoli Szahalin szigetén létesített fegyenctelepeket. Elhatározásáról barátai és közeli hozzátartozói sem tudták lebeszélni. Moszkvából Szibérián át, hajón és fogaton két és fél hónapig tartó utazás után érkezett Szahalinra, ahol mintegy 10 000 fegyenc egyenkénti összeírását végezte el. Háromhavi megfeszített munka után, Ázsiát körülhajózva tért vissza  Odesszába és onnan Moszkvába. Nem sokkal később Szuvorin társaságában nyugat-európai körútra indult. Bár Szuvorin és lapja nyíltan kormánypárti volt, kemény vitáik ellenére Csehov szellemi társának érezte őt, és 15 évig kitartott mellette. Végül a franciaországi Dreyfus-per kapcsán szakított teljesen Szuvorinnal.
A városi életet egyre nehezebben viselte, a természethez és az egyszerű emberekhez közel akart élni. 1892-ben Moszkvától kb. 100 km-re, Melihovo faluban birtokot vásárolt, és szüleivel együtt odaköltözött. Bekapcsolódott a helyi egészségügyi és iskolaügyi szervek munkájába, felújította orvosi praxisát, részt vállalt a kolerajárvány elleni védekezésben; a parasztok gyógyítását ingyen végezte. Ez és 9 egyéb önkéntes társadalmi feladatai ellátása mellett írói munkássága a tetőpontra ért. Melihovóban készült el egyik legismertebb prózai műve, a 6-os számú kórterem; itt írta egyebek mellett a Szahalin-szociográfiát, a Három év és az Életem című kisregényt, valamint egészen újszerű drámáját, a Sirályt.
A Sirály 1896. őszi bemutató előadása azonban, valamint az 1898-ban írt Az erdő szelleme című darabja megbukott. A Sirály bukása rendkívül megviselte; nem is akart többé drámát írni. Miután találkozott az akkor alakuló moszkvai Művész Színház vezetőivel, Konsztantyin Sztanyiszlavszkijjal és Nyemirovics-Dancsenkóval, megváltoztatta elhatározását; munkásságuk ettől fogva jelentős mértékben összefonódott. A Művész Színházban nagy sikerrel mutatták be a Sirályt; ez a színház vitte sikerre a Ványa bácsit (1899), a Három nővért (1901) és a Cseresznyéskertet (1904) is. 1901-ben Csehov feleségül vette Olga Leonardovna Knipper (1868–1959) színésznőt, aki nagy sikerrel játszott a szerző darabjaiban.
1897 tavaszán betegsége súlyosbodott. Változtatni kényszerült hajszolt életmódján, orvosai tanácsára délen kellett élnie. Szeptembertől nyolc hónapig Nizzában volt, a következő télen a Krím-félszigeten, Jaltában tartózkodott. Itt telket vásárolt, és egy évvel később már saját újonnan épült házában töltötte a téli hónapokat, közben vágyakozva gondolt Moszkvára és a színházi szezonban ott fellépő feleségére. Művei összegyűjtésén és két utolsó drámáján dolgozott. Bár egyre kevesebbet írt, ekkor keletkezett a Szakadékban című kisregénye és egyik legszebb elbeszélése, A kutyás hölgy. 1900-ban Csehovot az akadémia tiszteletbeli tagjává választották (Tolsztojjal és Korolenkóval együtt), de két évvel később megvált tagságától tiltakozásul, amiért Makszim Gorkij a már megszavazott akadémiai tagságot mégsem kaphatta meg.
1904 januárjában, a Cseresznyéskert moszkvai bemutatóján ünnepelték meg 25 éves írói jubileumát. Amikor néhány hónappal később Jaltából újra Moszkvába érkezett, hirtelen rosszabbul lett, feleségével gyógykezelésre külföldre utazott. Németországban, Badenweiler tüdőszanatóriumának szállodájában érte a halál. Sírja a novogyevicsi temetőben áll; szülőháza valamint egykori jaltai és melihovói háza ma múzeum.

## Művészete
Drámái és prózai írásai középpontjában nem a cselekmény fordulatossága, hanem a történések látszólagos esetlegessége, illetve a figurák belső történéseinek, hangulati változásainak részletes ábrázolása áll.
Írásaival kapcsolatban majd minden elemzés a felszíni történések hétköznapiságának és a mögöttük megrajzolt lélekállapotok gazdagságának ellentétét emeli ki. Ez teszi alkotásait egyedivé. Csehov fő témái a munka és a szerelem, ám hősei egyik téren sem válnak sikeressé. Minden írásában jelentős szerephez jut az idő, illetve annak mulandósága. Ez a mulandóság azonban nem tragikus vagy elégikus: egyszerűen csak triviális, és éppen ezért figuráinak nincs esélyük arra, hogy életüknek mélyebb értelmet találjanak.

### A drámaíró Csehov

Csehov 1898-ban

Drámáiban Csehov túllép a hagyományos cselekményvezetés és dialógus-írás modelljein: párbeszédei nem egymásra következő replikák sorozatából állnak; a figurák szinte folytonos, néha egymásba folyó monológokat mondanak, melyek alig reflektálnak a másik szereplő mondandójára. Gyakoriak a félbehagyott mondatok, a témaváltások, és a szereplők gyakran küszködnek gondolataik kifejezésének nehézségével. Figuráit a hagyományos drámafelfogással szemben nem valamilyen szándék, törekvés, hanem a körülmények hatásának ellenállni nem tudás hajtja előre. Mindemellett – szemben a szintén Sztanyiszlavszkij játékmódjára visszavezethető felfogással – Csehov a legtöbb drámáját nem tragédiának (még csak nem is tragikomédiának), hanem egyértelműen komédiának szánta, ezzel is hangsúlyozva a figurák törekvéseinek kisszerű voltát.
Csehov dramaturgiája a látszólagos esetlegességek ellenére nagyon szigorú szerkezeti elveket követ. E következetességnek ismert példája az úgynevezett „csehovi puska” elve, mely szerint ha az első felvonásban megjelenik egy puska, akár csak egy pillanatra is, akkor annak a darab végéig el kell sülnie; ellenkező esetben a puskának nincs helye a dráma szövetében.

### A novellaíró Csehov
Az író tudatosan is a novella megújítójának vallotta magát. Legtöbb novellája rövid elbeszélés. Egy-egy élethelyzetet, jellemző mozzanatot ír le. A cselekmény helyett a szereplők beszélgetései válnak fontossá. Hőseit nem jellemzi közvetlenül, nem írja le külső és belső tulajdonságaikat, lelkiállapotukat. 
„Az író az elhallgatás, a ki nem mondott szavak nagy művésze.” (Mohácsy, 154. old.) E novellákba bevonul a hétköznapiság, a szereplők átlagemberek, sokszor magányosak, félénkek, akiknek élete unalmas egyhangúsággal telik. Tragikumuk így groteszk formát ölt. Az író hangjában keveredik az irónia, a tárgyilagosság, a részvét és a szánalom.

## Hatása
Csehov irodalmi és drámai hatását Kelet-Európában igen nehéz leválasztani Sztanyiszlavszkij, és az általa képviselt színházeszmény hatásáról. Nyugat-Európa és az Amerikai Egyesült Államok közönsége ugyanakkor korábban találkozott Csehov szövegeivel, mint azok sztanyiszlavszkiji előadásmódjával. Angliában és az Egyesült Államokban az 1920-as, 30-as években Csehov drámái nagy népszerűségre tettek szert, illetve később nagy hatással voltak többek között Tennessee Williams és Arthur Miller drámaírói munkásságára.
Magyarországon Csehov nevét elsősorban drámái tették ismertté, ám az olyan novellák, mint A 6-os számú kórterem vagy A kutyás hölgy szintén hozzájárultak sikeréhez.
Magyar színpadon igen korán, már 1908-tól megjelentek művei (igaz, az ekkori, meglehetősen akadémikus stílusban játszó Nemzeti Színház színpadán nem jutottak nagy sikerre). A negyvenes években Csehov több kisebb műve is színpadra került, (például A medve című egyfelvonásos, Csortos Gyula főszereplésével és A dohányzás ártalmasságáról, Törzs Jenő monológ-jellegű előadásában). Valódi sikert az 1945 utáni időszakban, a Várkonyi Zoltán, Marton Endre és mások munkásságának eredményeképpen megjelenő új típusú játékmód alkalmazásával arattak darabjai.

„A fiatal Csehov mint fura ötletekben gazdag humorista lett hamar híres s nemsokára világhíres íróvá. Élete végső esztendeiben pedig – mint a drámairodalom megújítója és új utakra indítója – ösztönző példaképe volt, s maradt mindmáig a színpadi szerzőknek. Írt közben regényterjedelmű hosszú elbeszélést is, írt hiteles és felfedező jellegű szociografikus útirajzot is, de főleg és elsősorban mégis novellista. (…) Az a novellairodalom, amely Boccaccio óta kísérte az európai széppróza történetét, Maupassant-nal és Csehovval lépett a múlt század utolsó negyedében olyan magasságokig, amelyet az utódok azóta sem tudtak megközelíteni.”

– Hegedüs Géza)

## Művei

### Színművek
- Platonov (1881)
- A dohányzás ártalmasságáról (1886, 1902)
- Ivanov (1887) – első drámája
- A medve (1888)
- Az erdő szelleme (1889)
- Sirály (1896)
- Ványa bácsi (1899–1900)
- Három nővér (1901)
- Cseresznyéskert (1904)
- Lakodalom

### Ismertebb novellák
- Levél tudós szomszédomhoz (1880)
- A csinovnyik halála (1883)
- Perpetuum Mobile (1884)
- Kaméleon (1884)
- Szög a zsákból (1885)
- Fölfelé a létrán (1885)
- A boszorkány (1886)
- Vologya (1887)
- Ellenségek (1887)
- A varga meg az ördög (1888)
- Hattyúdal (1888)
- A párbaj (1891)
- A 6-os számú kórterem (1892)
- A tokba bújt ember (1898)
- Rothschild hegedűje (1894)[2]
- A kutyás hölgy (1899)
- Hivatalos ügy (1899)
- A lónevű

### Kisregény
- Dráma a vadászaton (1884–1885)
- A sztyeppe (1888)

## Magyar fordítások

### 1919-ig
- Csehov P. Antal: A párbaj. Regény; ford. Szabó Endre; Singer-Wolfner, Budapest, 1896 (Egyetemes regénytár XI.)
- Falusi asszonyok és egyéb elbeszélések; ford. Szabó Endre; Lampel, Budapest, 1898 (Magyar könyvtár)
- Csehov Antal beszélyei és rajzai; ford. Ambrozovics Dezső; Franklin, Budapest, 1899 (Olcsó könyvtár)
- Az én életem. Egy vidéki ember elbeszélése; ford. Zsatkovics Kálmán; Légrády Testvérek, Budapest, 1900 (Legjobb könyvek)
- Csehov Antal: A parasztok és egyéb elbeszélések; ford. Zsatkovics Kálmán; Légrády Testvérek, Budapest, 1901 (Legjobb könyvek)
- Csehov Antal: Tarka históriák; ford. Zsatkovics Kálmán; Lévai Mór, Ungvár, 1903
- Csehov Antal: Elbeszélések; ford. Barabás Ábel; Lampel, Budapest, 1903 (Magyar könyvtár)
- Chehov Antal: A bűn; Magyar Hírlap, Budapest, 1903
- Csehov Antal: Isten kertje; ford. Iván Imre; Sachs, Bp., 1904
- Csehov Antal: A cicus; Vass, Budapest, 1905 (Modern írók könyvtára)
- Orosz elbeszélők tára. 2.; Gorkij, Csehov et al.; ford. Ambrozovics Dezső; Lampel, Budapest, 1905 (Magyar könyvtár)
- Tsechoff Antal: A szerelemről; Vass, Budapest, 1905 (Modern írók könyvtára)
- Az orvos felesége és más elbeszélések; Athenaeum, Budapest, 1912 (Athenaeum könyvtár)
- Csehov Antal: Dráma a vadászaton; ford. Balla Mihály; Athenaeum, Budapest, 1914 (Modern könyvtár)
  - (A vizsgálóbíró, A pirosruhás lány címen is)

### 1919–1944
- Vanja bácsi. Jelenetek a falusi életből; ford. Jób Dániel; Athenaeum, Budapest, 1920
- Csehov Antal: Aki nem akar úr lenni. Regény; Érdekes Újság, Budapest, 1920 (Legjobb könyvek)
- Ünnepi álom; Légrády Ny., Budapest, 1923 (A Pesti Hírlap regénytára)
- Csehov Antal: Kísértetes éjjel és egyéb elbeszélések; ford. Peterdi István, bev. Honti Rezső; Népszava, Budapest, 1924 (Csehov Antal összes elbeszélő művei)
- Csehov Antal: A semmirekellő; ford. Goda Géza; Franklin, Budapest, 1924 (Külföldi regényírók)
- Muzsikok; ford. Róna István; Gabos, Budapest, 1924 (Orosz föld)
- Ünnepi álom. Regény; Pegasus, Bécs, 1924 k. (Modern regényírók)
- Csehov Antal: A fekete barát és egyéb elbeszélések; ford. Honti Rezső; Népszava, Budapest, 1925 (Csehov Antal összes elbeszélő művei)
- Csehov Antal: A koldus és egyéb elbeszélések; ford. Peterdi István; Népszava, Budapest, 1925 (Csehov Antal összes elbeszélő művei)
- Csehov Antal: Idegen kenyéren és egyéb elbeszélések; ford. Peterdi István; Népszava, Budapest, 1925 (Csehov Antal összes elbeszélő művei)
- Csehov Antal: Mit ér az élet?; Unitárius Irodalmi Társaság; Cluj-Kolozsvár, 1926 (Unitárius könyvtár)
- Csehov Antal: Falusi asszonyok és egyéb elbeszélések; ford. Szabó Endre; Lampel, Budapest, 1926
- A vizsgálóbíró és egyéb elbeszélések; ford. Peterdi István; Népszava, Budapest, 1927 (Nagy írók nagy írásai)
- A vizsgálóbíró; ford. Görög Imre; Tolnai, Budapest, 1935 (Világkönyvtár)
  - (Dráma a vadászaton, A pirosruhás lány címen is)
- Tönkretették...; ford. Bilevicz Franciska; Bodnár István Könyvkiadó, Budapest, 1943 (Szórakoztató regények)
- Aki lekéste a boldogságot; Nemzeti Figyelő, Budapest, 1943 (A Nemzeti Figyelő regények)
- Művészszerelem; Soóky, Budapest, 1943
- Muzsikok; Napsugár, Budapest, 1943 (Napsugár könyvek)
- Ki a tettes?; ford. Bodnár István; Bodnár István Könyvkiadó, Budapest, 1943 (Szórakoztató regények)
- Két nővér; Takács, Budapest, 1944 (Gondűző regények)
- Kétmilliós fogadás; Siményi, Budapest, 1944

### 1945–1989
- A körorvos és más elbeszélések; ford. Sík Endre; Magyar-Szovjet Művelődési Társaság, Budapest, 1945 (Jó szomszédság könyvtára)
- A medve és más egyfelvonásosok; ford. Sík Endre, Honti Rezső; Magyar-Szovjet Művelődési Társaság, Budapest, 1945 (Szovjet színpad)
- A férj. Novellák; ford. Kiss Dezső; Cserépfalvi, Budapest, 1946 (Cserépfalvi kiskönyvtára)
- Három esztendő. Regény; ford. Honti Rezső; Budapest Irodalmi Intézet, Budapest, 1947 (Új könyvtár)
- Válogatott elbeszélések; ford. Szöllősy Klára; Fővárosi Könyvkiadó, Budapest, 1947
- A pöröly dala; ford. Honti Rezső; Hungária Ny., Budapest, 1948 (Forintos regény)
- A tokbabújt ember; ford. Lányi Sarolta; Szikra, Budapest, 1948
- Kastanka; ford. Lányi Sarolta, ill. Szabó-Pap Ferencné; Cserépfalvi, Budapest, 1948
- Maupassant: A számadás órája / Csehov: Felfordulás; Hungária Ny., Budapest, 1948 (Forintos regény)
- A medve és más egyfelvonásosok; Bratsztvo-Jedinstvo, Noviszád, 1949 (Színpadunk)
- Ványka és más elbeszélések; ford. Éber Ina, Lányi Sarolta, ill. K. Bóc István; Athenaeum, Budapest, 1950
- Válogatott elbeszélések; szerk. és részben ford. Sándor László; Radjnszka Skola, Kijiv–Uzsgorod, 1950 (Klasszikusok iskolai könyvtára)
- Elbeszélések, 1–2.; ford. Szöllősy Klára; Révai, Budapest, 1950 (A realizmus mesterei)
- Csehov drámai művei; ford. Gábor Andor et al., bev. Háy Gyula; Franklin, Budapest, 1950
- A pirosruhás lány. Regény; ford. Magos László; Új Magyar Könyvkiadó, Budapest, 1950
  - (A vizsgálóbíró, Dráma a vadászaton címen is)
- Cseresznyéskert. Színmű; ford. Tóth Árpád; Új Magyar Kiadó, Budapest, 1952 (Szovjet színpad)
- Az irodalomtanár; Arlus–Orosz könyv, Bukarest, 1953 (Orosz klasszikusok)
- A menyasszony; ford. Szőllősy Klára et al.; Orosz Könyv, Bukarest, 1954 (Orosz klasszikusok)
- Gorkij és Csehov: Levelek, cikkek, nyilatkozatok; sajtó alá rend., jegyz. N. I. Gitovics, ford. Gellért György; Művelt Nép, Budapest, 1954
- A rendjel és egyéb jelenetek; Csehov elbeszélései nyomán írta Hegedűs Géza et al., bev. Hubay Miklós; Népszava, Budapest, 1954 (Színjátszók könyvtára)
- A csinovnyik halála. Válogatott elbeszélések; vál., bev. Kormos István, ford. Rab Zsuzsa, Szöllősy Klára, ill. Bozóky Mária; Ifjúsági, Budapest, 1954
- Csehov–Mirbeau–Lukovszkij: Három egyfelvonásos; Népszava, Budapest, 1955 (Színjátszók könyvtára)
- Színművek; ford. Lányi Sarolta et al., utószó Háy Gyula, ill. Zádor István; Orosz Könyv, Bukarest, 1955 (Orosz remekírók)
- Három nővér. Színmű; ford. Háy Gyula; Új Magyar Kiadó, Budapest, 1955
- Vanyka. Elbeszélések; ford. Rab Zsuzsa, ill. Gudics József; Ifjúsági, Budapest, 1955
- Dráma a vadászaton. Regény; ford. Magos László, ill. Zádor István; Új Magyar Kiadó, Budapest, 1955 (Olcsó könyvtár)
  - (A vizsgálóbíró, A pirosruhás lány címen is)
- Szahalin; ford. Makai Imre; Művelt Nép, Budapest, 1956
- Anna a férje nyakán. Elbeszélések; ford. Devecseriné Guthi Erzsébet, Lányi Sarolta, Szőllősy Klára, utószó Leszev Irén, ill. Gerendássy György; Új Magyar Kiadó, Budapest, 1956 (Olcsó könyvtár)
- Anton Pavlovics Csehov művei, 1–4.; vál., jegyz. Apostol András, Wessely László, utószó Kardos László; Európa, Budapest, 1959 
  - 1. Elbeszélések, 1880–1885; ford. Görög Imre et al.
  - 2. Elbeszélések, 1886–1888; ford. Görög Imre et al.
  - 3. Elbeszélések, 1889–1903; ford. Görög Imre et al.
  - 4. Színművek, egyéb írások, levelek; ford. Gábor Andor et al.
- A völgyszakadékban. Válogatott novellák; ford. Szöllősy Klára et al., utószó Konsza Judit; Orosz Könyv–Irodalmi és Művészeti, Bukarest, 1960
- A kutyás hölgy. Elbeszélés; ford. Devecseriné Guthi Erzsébet, utószó Bakcsi György, ill. a Kukrinikszi művészcsoport; Magyar Helikon, Budapest, 1960
- Életem. Egy vidéki fiatalember elbeszélése; ford. Szőllősy Klára, ill. Szász Endre; Magyar Helikon, Budapest, 1962 (Új Elzevir könyvtár)
- Sirály. Színjáték; ford. Makai Imre, utószó Domokos Géza; Irodalmi, Bukarest, 1963
- Dráma a vadászaton. Regény; ford. Rab Zsuzsa, utószó Apostol András, ill. Engel-Tevan István; Európa, Budapest, 1964 (Kincses könyvek. Szépirodalmi sorozat)
  - (A vizsgálóbíró, A pirosruhás lány címen is)
- A párbaj; ford. Devecseriné Guthi Erzsébet, Szőllősy Klára, utószó Domokos Mátyás; Szépirodalmi, Budapest, 1967 (Olcsó könyvtár)
- A szökevény; ford. Rab Zsuzsa, ill. Zsoldos Vera; Móra, Budapest, 1977 (Már tudok olvasni)
- Szegény emberek. Négy pódiumjáték / A. P. Csehov: Kokukk; pódiumszínpadra alkalmazta Bucz Hunor / A. P. Csehov: Felfordulás; színpadra alkalmazta Kerényi Gábor Miklós / Francisc Munteanu: Az ég a harmadik emeleten kezdődik; pódiumszínpadra alkalmazta Tatár Eszter; F. M. Dosztojevszkij: Szegény emberek; színpadra alkalmazta Gosztonyi János; NPI, Budapest, 1978 (Színjátszók kiskönyvtára)
- Drámák; ford. Elbert János et al., utószó Elbert János; Európa, Budapest, 1978
- A főkertész elbeszélése. Elbeszélések és kisregények; vál., utószó Szőcs Géza, ford. Devecseriné Guthi Erzsébet et al.; Kriterion, Bukarest, 1979 (Horizont könyvek)
- Platonov szerelmei. Tragikomédia; ford., utószó Elbert János, rend. Horváth Jenő; Szigligeti Színház–Verseghy Ferenc Megyei Könyvtár, Szolnok, 1980 (Szolnoki Szigligeti Színház műhelye)
- Más. A fekete barát; ford. Lányi Sarolta, ill. Vasvári László Sándor; Magyar Iparművészeti Főiskola Typo-grafikai Tanszék, Budapest, 1980
- Gyerekek, kutyák, farkasok; ford. Lányi Sarolta, Rab Zsuzsa, Szőllősy Klára, vál. Ágai Ágnes, ill. Hegyi Márta; Móra, Budapest, 1984

### 1990–
- Szibéria; ford. Devecseriné Guthi Erzsébet, Makai Imre, Király Zsuzsa, utószó Király Zsuzsa, szerk. Sántha István; Terebess, Budapest, 1998
- Csehov szerelmei. Lika Mizinova, Olga Knipper és Anton Pavlovics Csehov levelei; vál., jegyz. Radnai Annamária, ford. Radnai Annamária, Tussingerné Szirotina Szvetlána; Magvető, Budapest, 2002
- A svéd gyufa. Elbeszélések, 1880–1884; vál., sajtó alá rend., jegyz., utószó Goretity József; Osiris, Budapest, 2011 (Osiris klasszikusok)
- Regény, nagybőgővel. Elbeszélések, 1885–1886; ford. Devecseriné Guthi Erzsébet et al., sajtó alá rend., jegyz., utószó Goretity József; Osiris, Budapest, 2007 (Osiris klasszikusok)
- Unalmas történet. Elbeszélések, 1887–1891; ford. Devecseriné Guthi Erzsébet et al., sajtó alá rend., jegyz., utószó Goretity József; Osiris, Budapest, 2005 (Osiris klasszikusok)
- A fekete barát. Elbeszélések, 1892–1903; ford. Devecseriné Guthi Erzsébet et al., sajtó alá rend., jegyz., utószó Goretity József; Osiris, Budapest, 2004 (Osiris klasszikusok)
- Három nővér; Kosztolányi Dezső fordítása alapján készítette Andrei Serban és Keszthelyi Kinga; Nemzeti Színház, Budapest, 2010 (Nemzeti Színház színműtár)
- Cseresznyéskert. Komédia négy felvonásban; ford. Tóth Árpád, szöveggond., jegyz. Hódy Gyuláné; Nemzeti Tankönyvkiadó, Budapest, 2012 (NTK-klasszikusok)
- Három nővér. Dráma négy felvonásban; ford. Kosztolányi Dezső, szöveggond., jegyz. Molnár Krisztina Rita; Nemzeti Tankönyvkiadó, Budapest, 2012 (NTK-klasszikusok)

### Csehov művei, 1–8.(1973–1975)
- Csehov művei, 1–8.; Magyar Helikon–Európa, Budapest, 1973–1975
  - Sirály. Színművek. 1887–1904; ford. Elbert János et al., jegyz. Bakcsi György; Magyar Helikon–Európa, Budapest, 1973
  - A csinovnyik halála. Elbeszélések és kisregények. 1880–1884; ford. Görög Imre et al.; Magyar Helikon–Európa, Budapest, 1973
  - Beszélgetés a kutyával. Elbeszélések és kisregények. 1885–1886; ford. Devecseriné Guthi Erzsébet et al., jegyz. Bakcsi György, Magyar Helikon–Európa, Budapest, 1974
  - A szirén. Elbeszélések és kisregények. 1887; ford. Devecseriné Guthi Erzsébet et al., jegyz. Bakcsi György; Magyar Helikon–Európa, Budapest, 1974
  - Aludni szeretnék. Elbeszélések és kisregények. 1888–1891; ford. Devecseriné Guthi Erzsébet, Rab Zsuzsa, Szöllősy Klára, jegyz. Bakcsi György; Magyar Helikon–Európa, Budapest, 1974
  - A 6-os számú kórterem. Elbeszélések és kisregények. 1892–1895; ford. Devecseriné Guthi Erzsébet, Lányi Sarolta, Szöllősy Klára, jegyz. Bakcsi György; Magyar Helikon–Európa, Budapest, 1974
  - Szahalin. Utijegyzetek; ford. Makai Imre; Magyar Helikon–Európa, Budapest, 1975
  - A tokbabújt ember. Elbeszélések és kisregények. 1895–1903; ford. Devecseriné Guthi Erzsébet, Lányi Sarolta, Szöllősy Klára, jegyz. Bakcsi György; Magyar Helikon–Európa, Budapest, 1975